# Латинский квартал

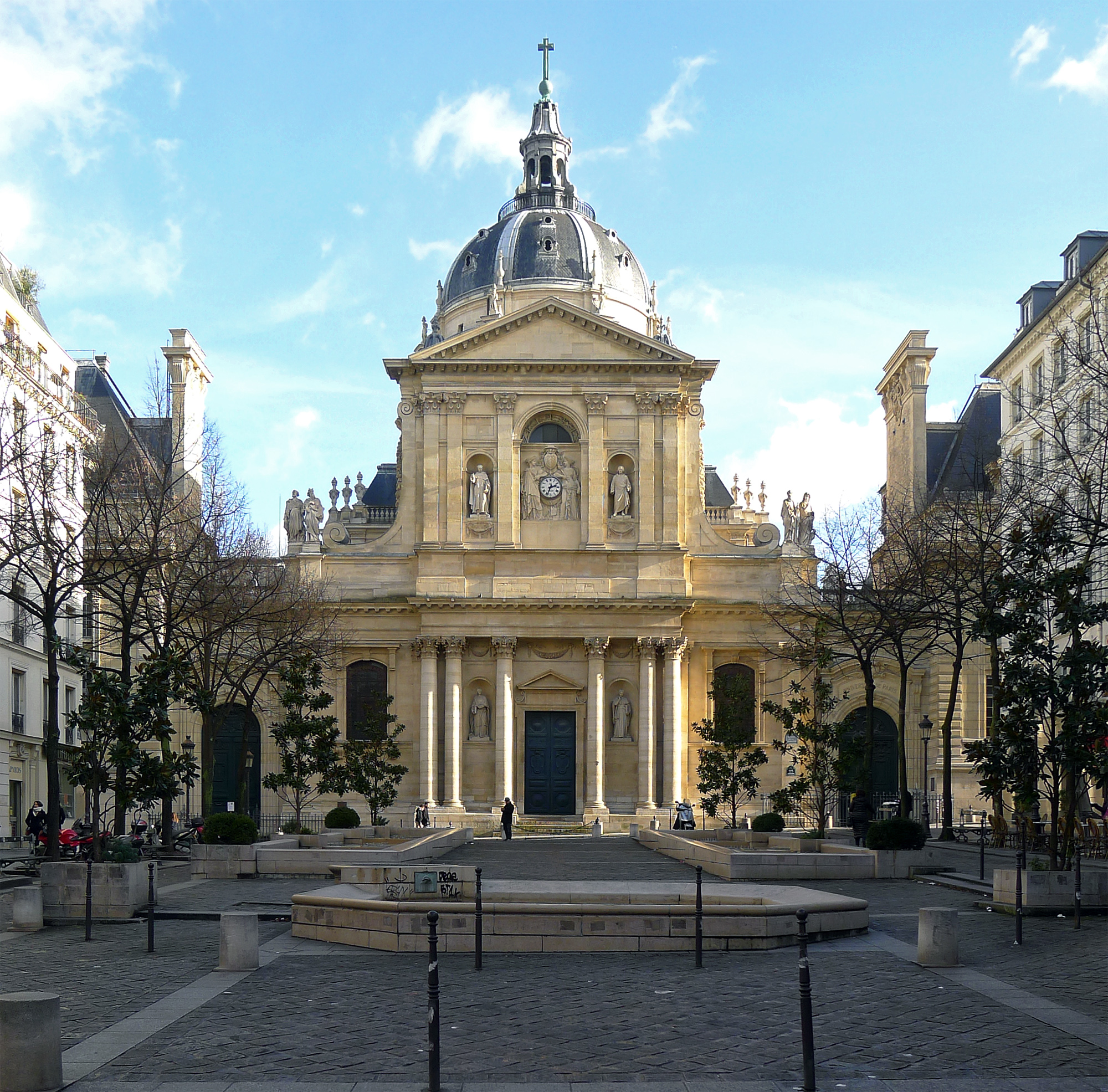
Площадь Сорбонны

Лати́нский кварта́л (фр. Quartier latin) — традиционный студенческий квартал в 5-м и 6-м округах Парижа на левом берегу Сены вокруг университета Сорбонна. Соседствует с расположенным западнее Сен-Жерменским кварталом.

## Этимология
Название происходит от латинского языка, на котором ранее преподавали в Сорбонне. Квартал обозначает в этом случае не один из 80 парижских административных кварталов (фр. quartiers administratifs), а представляет собой район с необозначенными границами, расположившийся на склонах холма Святой Женевьевы.

## Заведения
Сейчас к Латинскому кварталу относится не только Сорбонна, но и несколько других высших учебных заведений: Высшая нормальная (педагогическая) школа, Парижская школа горного дела, Университет Пантеон-Ассас, Университет имени Пьера и Марии Кюри и другие.
Улица Сен-Жак в районе Океанографического института.
Латинский квартал знаменит своими узкими старинными улочками, бистро, книжными лавками и уютными кафе (вроде знаменитого кафе «Прокоп»). Благодаря большому числу туристических объектов, таких как Пантеон, Люксембургский сад, термы Клюни и музей Средневековья, Латинский квартал — излюбленное место туристов. Из-за этого квартирная плата сильно поднялась, и лишь немногие современные студенты могут позволить себе жить в Латинском квартале.
Название распространилось и на студенческие кварталы других европейских городов, например, Кёльна.

## Сорбонна и окрестности
«Преуспеть» во Франции — значит покорить Париж. Это в равной степени касается и студентов, стремящихся чего-то добиться в жизни. В центре Латинского квартала, на южной стороне улицы Эколь, расположен комплекс мрачноватых зданий, ставший местом, где обосновался блестящий интеллектуальный центр Франции: Сорбонна, Коллеж де Франс и лицей Людовика Великого.
От улицы Эколь начинается улица Шампольон с множеством кинотеатров и кинематографическим кафе «Ле Рефле», ведущая к свободной от транспорта площади Сорбонны. Здесь приятно посидеть в тени деревьев, в окружении фонтанов, кафе и студентов с кипами книг в руках. Перед основными университетскими зданиями находится церковь Сорбонны (часовня Святой Урсулы), построенная в 1640-х годах великим кардиналом Ришельё, чья гробница находится внутри здания.
Спроектированное в духе стойкого подражания римскому антиреформаторскому стилю, здание часовни оказало значительное влияние на архитектуру городских соборов, купола которых появились на городском небосклоне в последующие годы XVII века.

Гости города имеют право запросто зайти в главный внутренний двор Сорбонны, и при этом им никто не сделает замечания. Когда-то Сорбонна, одно из главных средневековых учебных заведений, теснившихся на вершине холма Святой Женевьевы, привлекала лучших ученых мужей со всей Европы для дискуссий на темы теологии, а также по политическим вопросам, таким, например, как взаимоотношения короля и папы римского. 3 мая 1968 года именно Сорбонна стала центром студенческих протестов против застоя в системе образования, которые затем, когда полиция попыталась прекратить политический митинг во дворе университета, вылились в настоящий бунт.

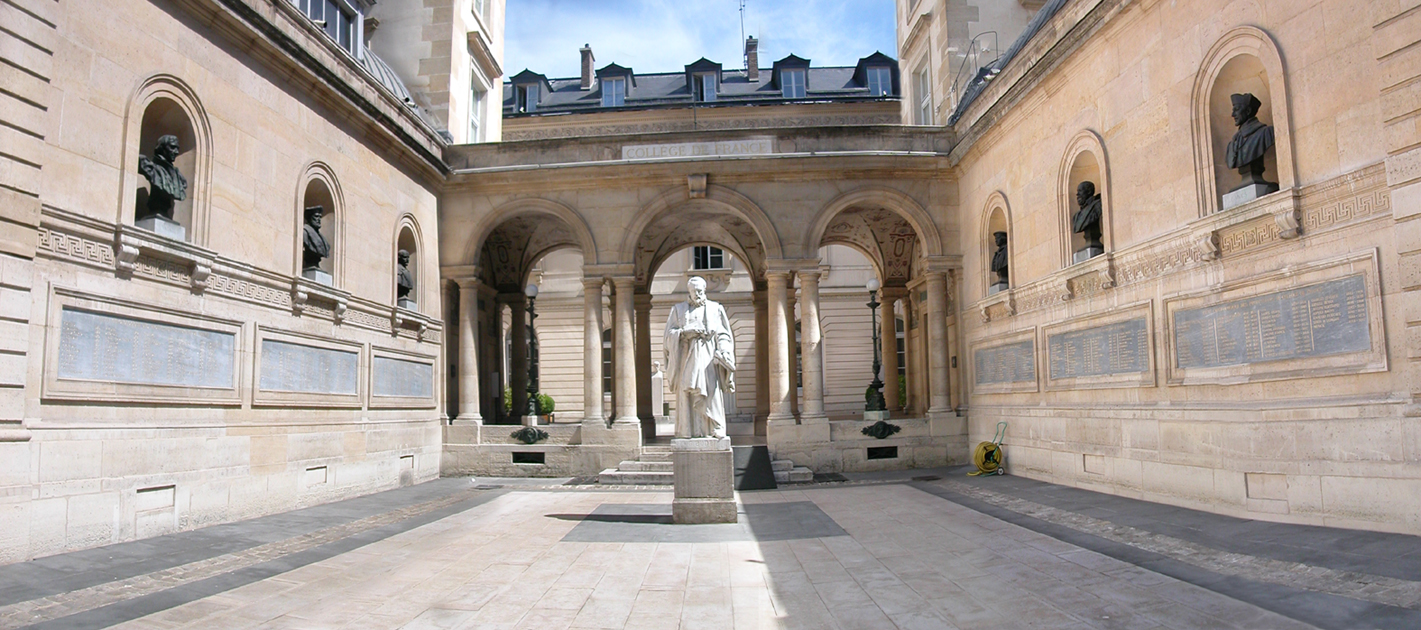
Коллеж де Франс

В факультетских зданиях разместились радикалы, и на некоторое время университет превратился в коммуну, однако уже 16 июня бунтовщиков разогнала полиция. В результате в системе высшего образования Франции была проведена коренная реорганизация, и Сорбонна была преобразована в более прозаическое учебное заведение под названием «Париж IV». Сегодня среди здешних студентов особенно популярны искусство и общественные науки.
Коллеж де Франс был основан в эпоху Ренессанса, когда Францией правил Франциск I. Коллеж был учрежден для того, чтобы французские студенты изучали здесь древнегреческие дисциплины. Это ведущее научно-исследовательское учреждение привлекало таких выдающихся представителей интеллектуального мира, как Ролан Барт, Мишель Фуко, Клод Леви-Стросс.
Позади этого коллежа, на улице Сен-Жак, находится Лицей Луи-ле-Гран (Людовика Великого), в списке бывших учеников которого значатся такие громкие имена, как Мольер, Робеспьер, Сартр и Гюго. В некотором смысле это обыкновенный лицей, то есть средняя школа, однако в то же время это специальное учебное заведение — ступень к академическому и политическому успеху.
В этой школе лучших учеников Франции готовят к вступительным экзаменам в Гранд-Эколь — разновидность элитарного университета. Система аттестации в лицее основана на таком жестком отборе, что даже среди талантливых учеников учебную программу одолевает всего один из десяти.

## Набережная со стороны Латинского квартала

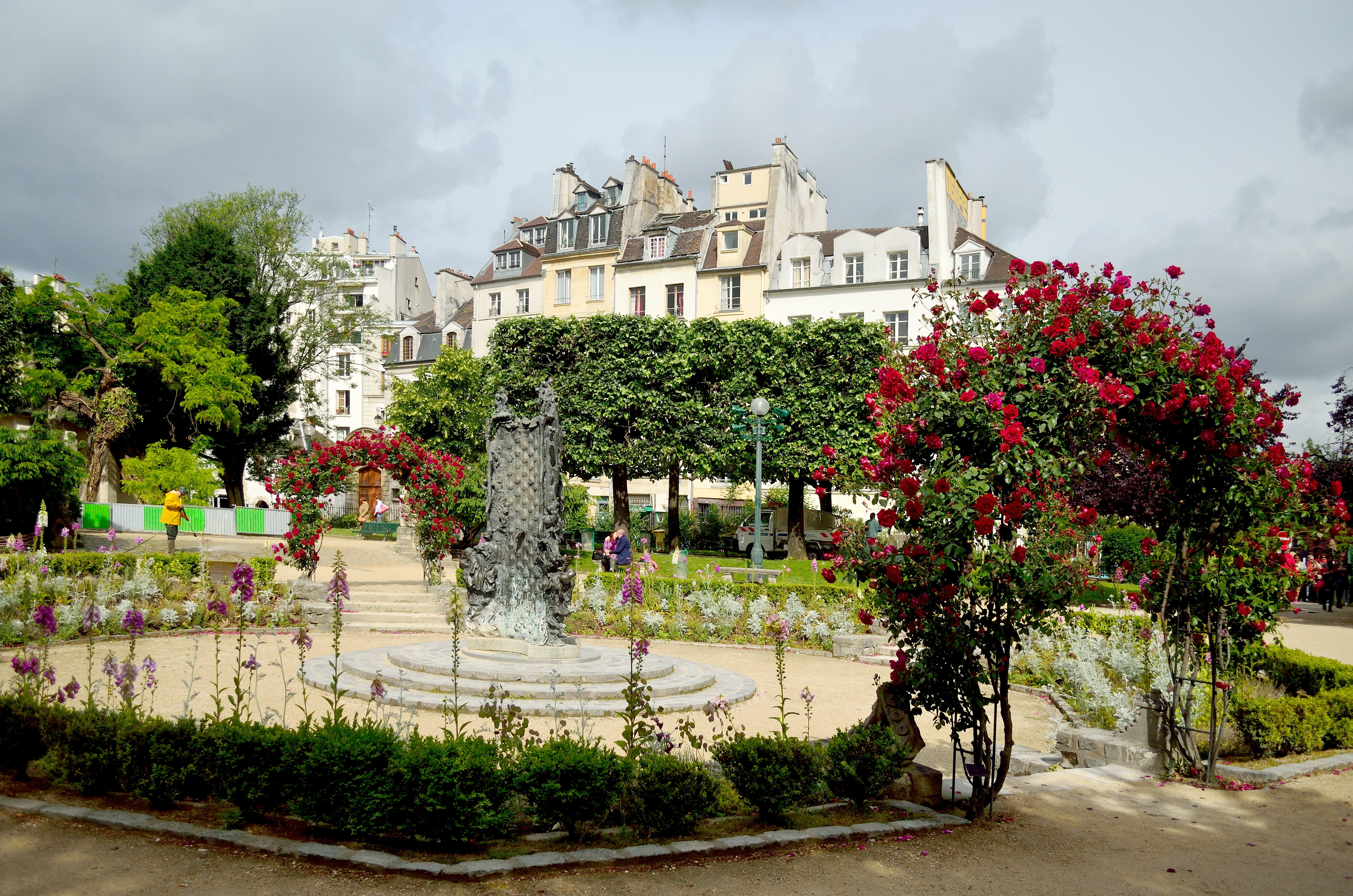
Сквер Рене Вивиани

Восточнее улицы Сен-Жак, немного в сторону реки, находится сквер Рене Вивиани — зелёный островок с травой и деревьями, откуда открывается вид на собор Парижской Богоматери. В этом сквере, подпираемая парой бетонных колонн, растет самое старое дерево Парижа — ложная акация, посаженная королевским садовником Жаном Робеном в 1601 году Позади сквера видны очертания церкви Сен-Жюльен-ле-Повр, относящейся к тому же времени, что и Нотр-Дам-де-Пари.
Когда-то Сен-Жюльен-ле-Повр служила местом проведения университетских собраний, пока в 1524 году студенты чуть не разрушили её до основания. Последние сто лет здание принадлежит греко-католической церкви, что объясняет наличие в храме иконостаса. У колодца при входе в церковь можно увидеть большие каменные глыбы — остатки древней римской улицы, по которой позже была проложена улица Сен-Жак. Это тихое и укромное место идеально подходит для отдыха.
Через несколько метров от сквера, на берегу Сены, пролегает улица Бюшри, где находится известный магазин книг на английском языке «Шекспир и компания», которым управляет американец. Предполагается, что здесь можно ощутить присутствие духа Джеймса Джойса и других знаменитых писателей, хотя подлинный магазин с таким названием, принадлежавший когда-то американке Сильвии Бич — многострадальному издателю романа Джойса «Улисс», на самом деле располагался в другом месте, на улице Одеон.

Сегодня в штате нового магазина работают молодые «Хемингуэи», которые проживают в комнатах наверху. Книги, открытки, гравюры и прочие подобные товары можно также купить у букинистов, чьи зеленые лавки с висячими замками расположились на парапете вдоль набережной Сены, однако, несмотря на всю романтичность таких покупок, прогулка вдоль загруженной транспортом трассы может оказаться не слишком приятной. 

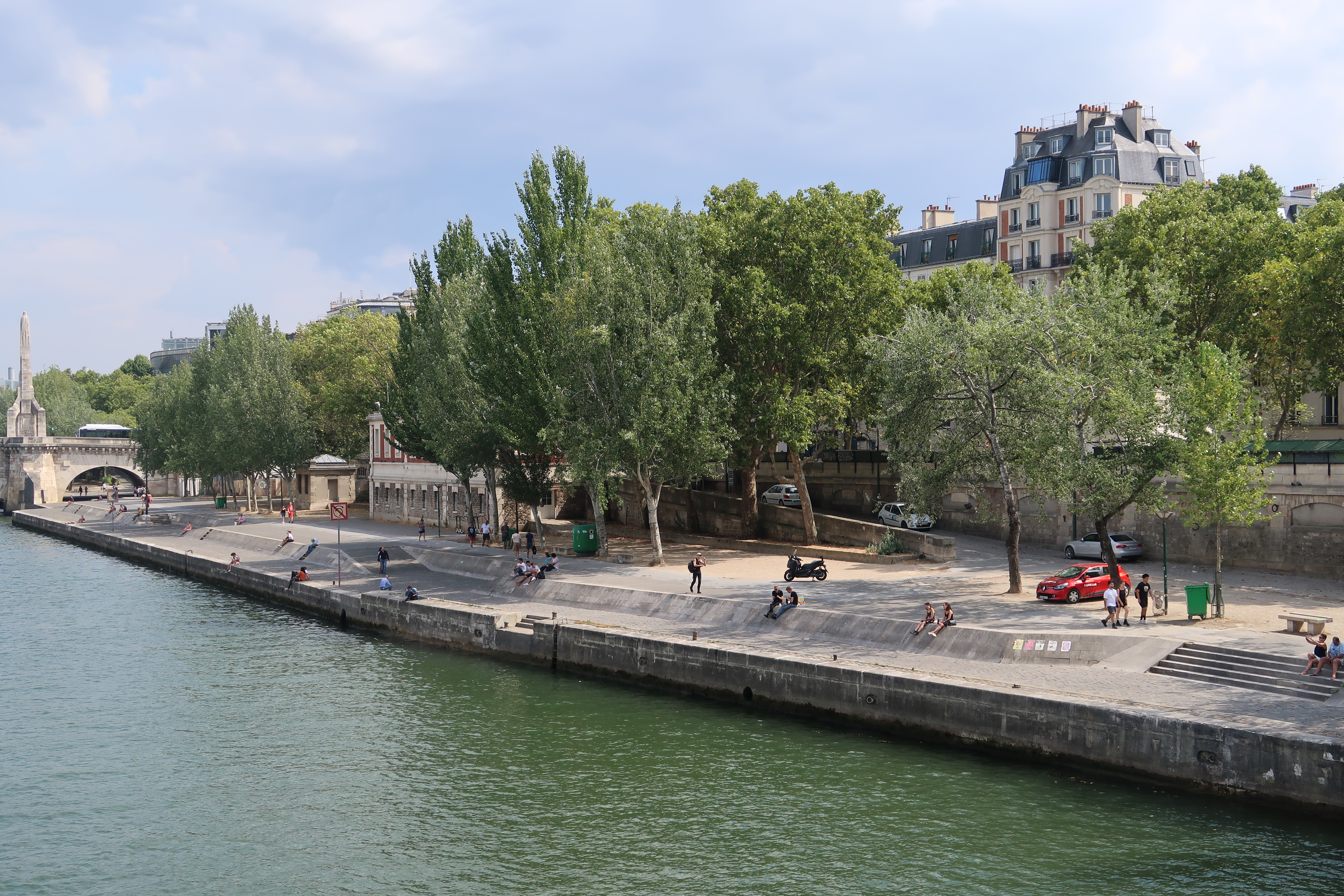
Набережная Турнель

Продолжая путь по набережной Турнель, вы можете задержаться у особняка Мирамион (дом № 47), где обосновался Музей содействия общественным больницам Парижа. Экспозиция музея рассказывает об истории парижских больниц через живопись, скульптуру, фармацевтическую утварь, хирургические инструменты и многое другое.
И хотя здесь, скорее всего, ваше внимание привлекут красивые старинные керамические сосуды, служившие для экспериментов по изготовлению новых лекарств, таких, например, как «кровь дракона», а также некоторые любопытные сентиментальные картины, висящие среди портретов медицинских светил, все же стоит пойти дальше, на мост Сюлли, расположенный на восточной оконечности острова Сен-Луи, чтобы полюбоваться видом на апсиду и шпиль собора Нотр-Дам де Пари. Отсюда вдоль реки тянется красивый парк, в котором выставлены образцы современной скульптуры.
Пройдя на запад вдоль бульвара Сен-Жермен в сторону бульвара Сен-Мишель, вы пересечете улицу Понтуаз с бассейном и начальной школой, построенными в стиле ар-деко, и дойдете до площади Мобер, где по вторникам, четвергам и воскресеньям утром работает продовольственный рынок.
Пройдя площадь Мобер, обратите внимание на дом № 1 по улице Карм — современное, но не слишком привлекательное здание полиции, где размещается Музей префектуры полиции. В целом история парижской полиции представлена здесь вполне традиционно в виде коллекции полицейской формы, табельного оружия и документов, однако оружие, которое использовали для своих убийств знаменитые преступники.